# Eknath Solkar
Eknath Dhondu Solkar est un joueur de cricket international indien né le 18 mars 1948 à Bombay et décédé le 26 juin 2005 dans la même ville. Il dispute 27 matchs de Test cricket avec l'équipe d'Inde entre 1969 et 1977, ainsi que 7 rencontres en One-day International.